# 淮軍

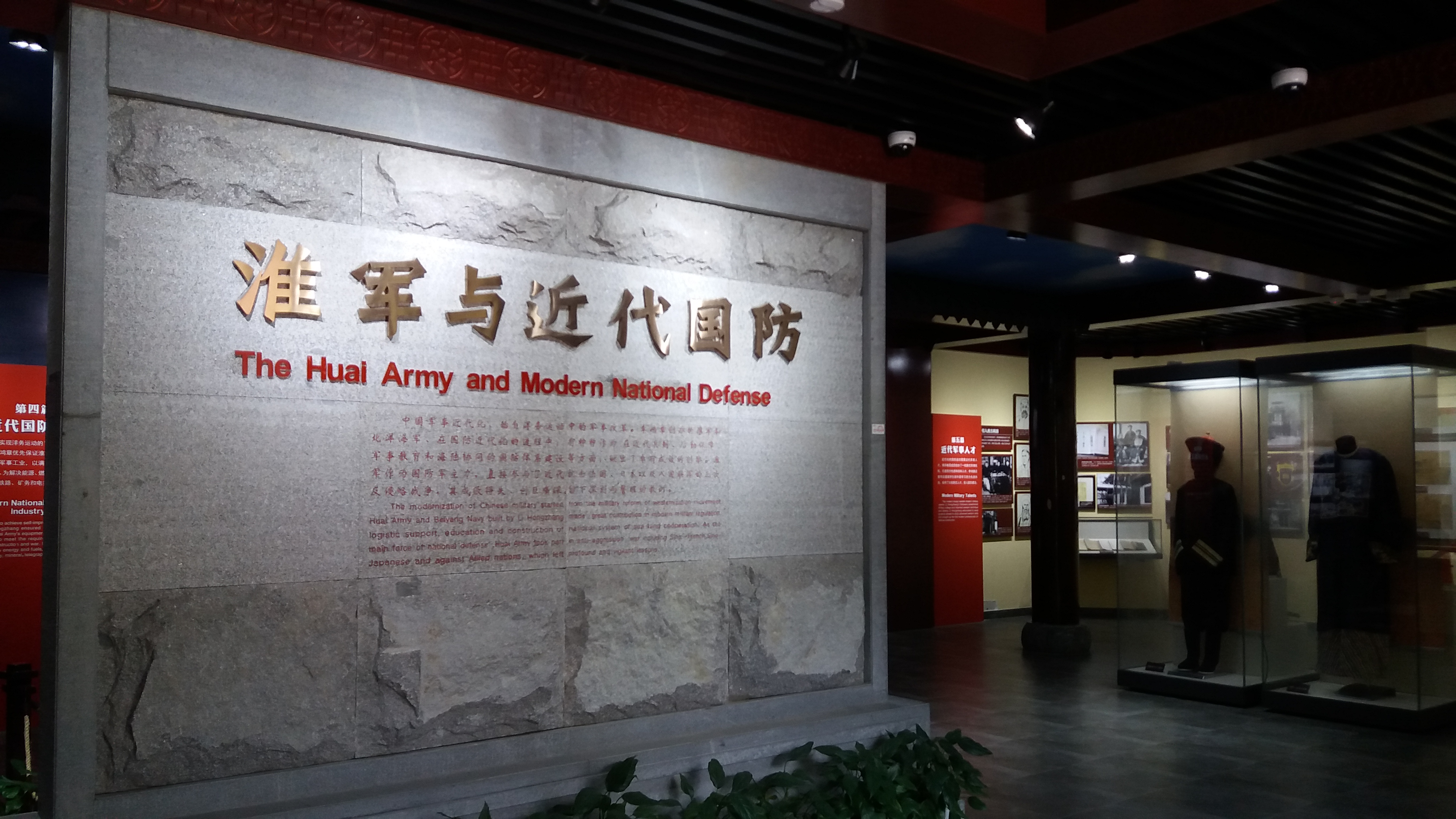
李鸿章故居内的淮军与近代国防展览

淮軍，又稱淮勇，是大清國太子太傅李鸿章创建的私人武装，与湘军齐名，是清末期大清陸軍的重要組成部分之一。李鸿章「率旧部将刘铭传、周盛波、张树珊、吴长庆、曾军将程学启、湘军将郭松林、霆军将杨鼎勋以行，又奏调举人潘鼎新、编修刘秉璋、檄弟李鹤章总全军营务，抵上海，特起一军，是为『淮军』」。
其第一次参战是从上海配合英法联军向太平天国进攻。历经太平天国、捻军、甲午战争、义和团运动。名将有刘长佑與刘坤一兄弟、张树声與张树珊兄弟、周盛波與周盛传兄弟、聂士成、梅东义、卫汝贵、叶志超、丁汝昌、苏得胜等。

## 歷史

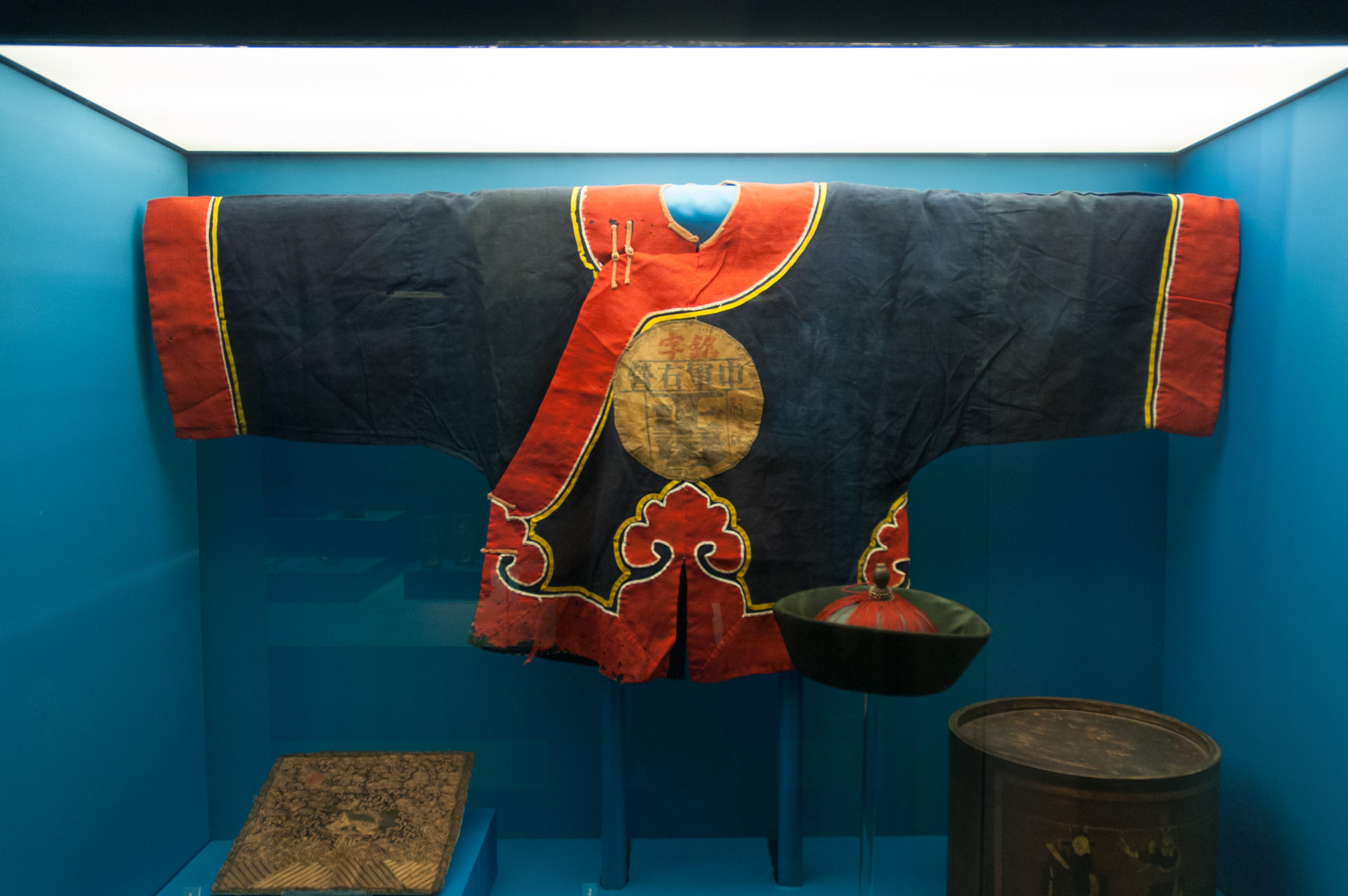
由劉銘傳辦練的淮軍「銘字營」的制服，攝影於香港海防博物館。

咸豐三年（1853年）李鴻章受命回安徽合肥辦團練，因合肥位於江淮之間因此稱「淮勇五營」或「淮軍」，多次與太平軍作戰。1858年冬，李鴻章入曾國藩的湘軍幕府襄辦營務，亦擁有兵權。1860年，他統帶淮揚水師，活躍於江淮一帶。
咸丰十一年（1861年）湘軍戰勝太平軍，佔領安慶，是年底，太平军击败东线清军，逼近上海。上海绅商向曾国藩求援。曾命李鴻章回合肥一帶募集更多兵勇。
同治元年（1862年）4月，上海中外会防局雇英国轮船七艘，运李部来沪，英国远东舰队司令何伯派军舰护航。载湘、淮混合军六千五百人，顺长江穿越太平天国辖区，抵达上海。李邀请英人训练淮军，并购置洋枪洋炮。
同治元年（1862年）五月，淮軍的樹字營、春字營於虹橋首次大捷，李鴻章親臨前線指揮，以數千人戰勝李秀成十萬餘大軍，接續攻佔北新涇和四江口，太平軍不支，退回泗涇鎮。淮軍名聲大震。同年，李鴻章擔任江蘇巡撫，更於該省大力擴軍，除此，他更採用西方新式槍炮來裝備該軍隊。這些作為，使淮軍在2年內由6000多人增至六、七萬人，成爲清軍中裝備精良、戰鬥力較強的一支地方武裝。
淮军营制，出自湘军，“营制饷糈皆同 ”，每营五百人，士兵由营房招募，每营士兵只服从营官一人，整个淮军只服从李鸿章一人，军饷亦需自筹，例如向地主富商捐派。淮軍训练用洋操，兵器用火槍，聘有西洋军官为教习，不同於湘軍的勇营制度。並會同同外國僱傭軍（後組建爲常勝軍）進攻太平軍。
1863年和1864年李鸿章率淮軍攻陷蘇州、常州等地，和湘軍一起鎮壓了太平天國。湘軍暮氣漸沉，漸次遣撤，淮軍躍居主力。
1865年全军达六万人，成为鎮壓捻军的主力，將捻軍“蹙之於山深水復之處，棄地以誘其入，然後各省之軍合力，三四面圍困之”。光绪三年（1877年），仿德国营制，建立克虏伯炮队。
1875年2月，欽差大臣沈葆楨為「開山撫番」政策而強行開闢道路，藉口保護庄民，統調淮軍福建陸路提督唐定奎，率領銘軍攻擊位於今日屏東獅子鄉的大龜文酋邦中內獅頭社、外獅頭社、竹坑社、本武社和草山社，並發生清軍屠殺原住民之事，戰事約持續3個月，出兵馬隊3營、步隊13營約數萬人，然因獅子鄉山區環境惡劣「披荊斬棘，越澗騰巖，艱險萬狀」，又「加以疾疫，其甚者至一營無病之人僅二十有七」。1876年（光緒2年7月），在鳳山縣外建立銘軍昭忠祠享堂三間、兩廡各三間，旁葬勇棺共1149具。
1888年北洋水师拥有大小25艘舰船，其中“定远”号和“镇远”号，排水量达到8000吨。
淮軍日後因勢力龐大，漸有張樹聲與張樹珊（陣亡）兄弟、郭林、劉銘傳、周盛波與周盛傳兄弟、程學啟（陣亡）、潘鼎新、吳長慶（其门生有袁世凯）、唐殿魁（陣亡）與唐定魁兄弟、田履安（陣亡）、丁汝昌、叶志超、聶士成等人所組成的淮系軍閥集團。後來更在此基礎與模式上出任各州省主要官員，知州、知府、巡撫、都督，逐漸形成北洋軍閥。
淮軍雖擁有現代化的戰備，但仍因襲湘軍舊制，体制存在不少矛盾與弊端。平時歸還鄉村農業莊稼耕作為生，遇有征伐，軍隊臨時成軍，号令不一、訓練不齊，只能各自为战。1884年中法战争时，淮军在安南北圻地區敗退，潘鼎新戴罪立功。
1894年中日甲午战争时，淮军将领丁汝昌指挥的北洋海军和叶志超、卫汝贵的陆军都遭到惨败，淮军势力遂逐渐衰落。後來袁世凯小站練兵，訓練“新建陸軍”，廣招淮軍舊將，成為清末的主力，即是民初北洋軍閥的雛形。

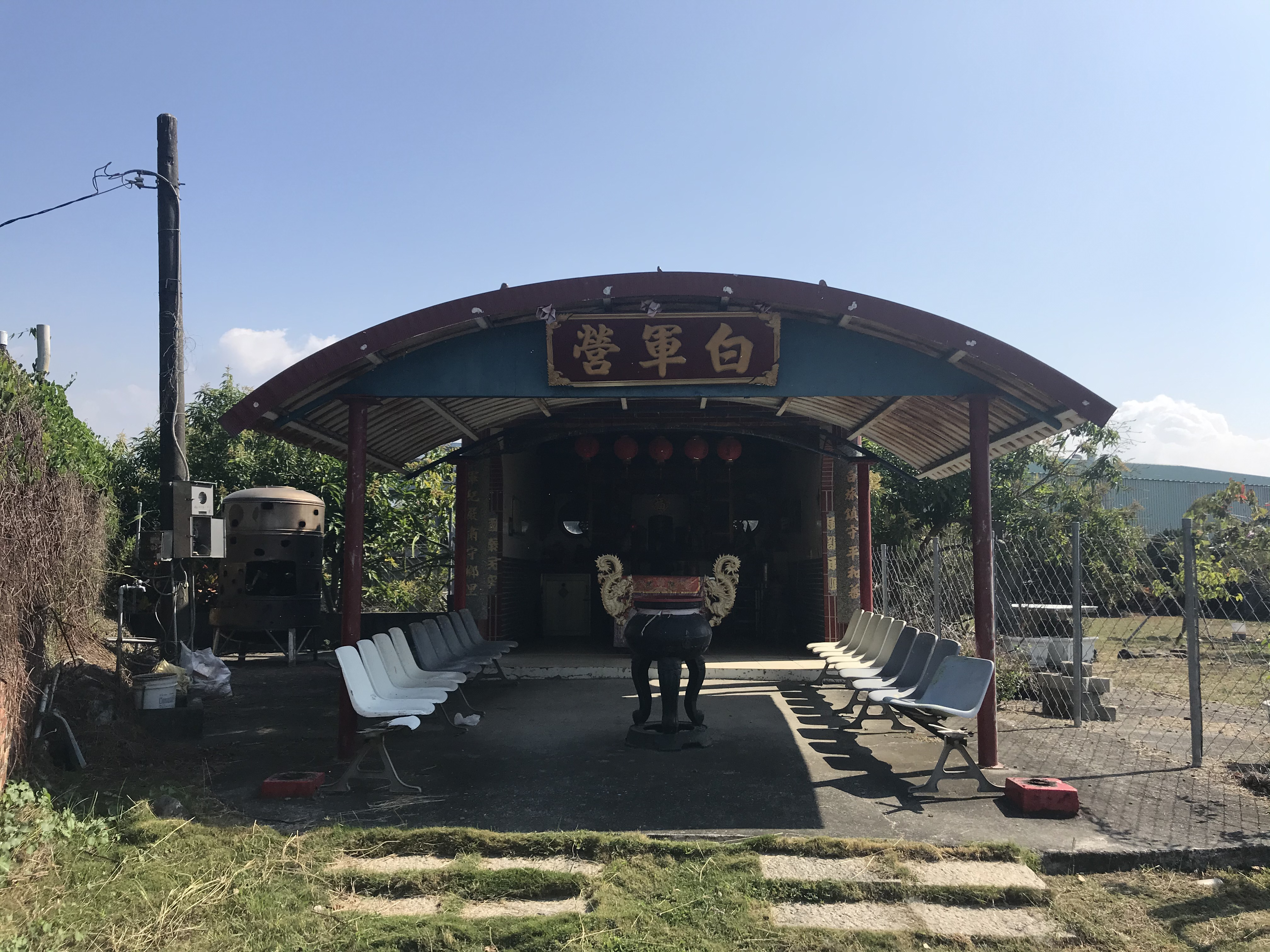
臺灣屏東縣枋寮鄉白軍營淮軍義塚

## 纪念地
- 淮军昭忠祠，安徽省巢湖市中庙街道中庙旁